# Mario Montorfano
Mario Montorfano (Brescia, 7 maggio 1961) è un allenatore di calcio ed ex calciatore italiano, di ruolo difensore.

## Carriera

### Giocatore
Nativo di Brescia, iniziò a giocare a calcio nella locale formazione del Leonessa Brescia e passò alla Cremonese nei primi mesi del 1978, non ancora maggiorenne. Esordì in prima squadra solo nella stagione successiva, in Serie C1: dopo tre stagioni nella terza serie, durante le quali il difensore divenne titolare (marcò infatti 57 presenze in tre anni), la squadra guadagnò la promozione in Serie B.
Nella prima stagione in seconda serie fece rilevare solo tredici presenze, mentre nelle due stagioni successive giocò quasi tutte le partite, marcando 34 presenze sia nel 1982-1983 (in cui la squadra perse gli spareggi per la promozione) che nella stagione 1983-1984 (a cui aggiunse un gol), nella quale la formazione lombarda conquistò la promozione in Serie A dopo 54 anni. Il difensore bresciano esordì dunque in massima serie nella prima giornata di campionato, il 16 settembre 1984, nella gara Sampdoria-Cremonese 1-0: al termine della stagione le sue presenze ammontarono a ventidue, ma la squadra arrivò ultima, retrocedendo in Serie B.
Nelle quattro annate successive, nelle quali la squadra rimase in seconda serie, Montorfano mantenne stabilmente il posto da titolare: 34 presenze nel 1985-1986, trentasette sia nel 1986-1987 che nel 1987-1988 (saltando solo due gare in due stagioni) e 31 nel 1988-1989. In quest'ultima la squadra riconquistò la promozione in Serie A, battendo nello spareggio la Reggina ai calci di rigore. Nel suo secondo campionato in Serie A, il difensore bresciano ebbe modo di giocare ventisei gare: anche in questa occasione però la squadra non riuscì a raggiungere la salvezza, arrivando in penultima posizione e retrocedendo. La compagine lombarda guadagnò nuovamente l'accesso alla massima serie subito dopo la retrocessione, arrivando terza: Montorfano marcò venti presenze.
La nuova stagione in Serie A portò nove presenze per Montorfano e una nuova retrocessione per la Cremonese, che arrivò penultima in campionato. Ancora una volta la squadra risalì nella massima serie dopo solo un anno di B, giungendo seconda, e riuscendo a raggiungere la salvezza in A nella stagione Serie A 1993-1994: per Montorfano fu l'ultima stagione da professionista, che chiuse con quattro presenze. In totale giocò 61 gare in A, 244 partite in B e 57 in C1. Due soli gol al suo attivo: uno segnato in serie B (stagione 83-84) e uno in serie C (stagione 80-81).

### Allenatore
Una volta ritiratosi dal calcio giocato, diventò allenatore dei Berretti della Cremonese. Il 25 ottobre 2010 riceve momentaneamente l'incarico di allenatore della prima squadra a seguito dell'esonerato Marco Baroni, guidando la squadra nella gara di Coppa Italia contro il Monza. Ha poi lasciato l'incarico a seguito dell'ingaggio di Leonardo Acori: dopo l'esonero di quest'ultimo nell'aprile 2011, è chiamato nuovamente alla guida della squadra fino al termine della stagione. Al termine della stagione, riprende il suo ruolo precedente e diventa responsabile dell'intero settore giovanile grigiorosso.
Il 25 giugno 2014 la Cremonese ufficializza il suo passaggio a tecnico della prima squadra. Il 17 novembre 2014, a seguito dei risultati negativi perseguiti, viene esonerato e sostituito da Marco Giampaolo.
Dal 2016 è dirigente della società calcistica A.C. Borgosatollo, che milita nel campionato dilettanti lombardo.

## Statistiche

### Presenze e reti nei club
| Stagione        | Squadra         | Campionato      | Campionato | Campionato |
| Stagione        | Squadra         | Comp            | Pres       | Reti       |
| --------------- | --------------- | --------------- | ---------- | ---------- |
| 1977-1978       | Cremonese       | B               | 0          | 0          |
| 1978-1979       | Cremonese       | C1              | 8          | 0          |
| 1979-1980       | Cremonese       | C1              | 30         | 0          |
| 1980-1981       | Cremonese       | C1              | 19         | 1          |
| 1981-1982       | Cremonese       | B               | 13         | 0          |
| 1982-1983       | Cremonese       | B               | 34         | 0          |
| 1983-1984       | Cremonese       | B               | 34         | 1          |
| 1984-1985       | Cremonese       | A               | 22         | 0          |
| 1985-1986       | Cremonese       | B               | 34         | 0          |
| 1986-1987       | Cremonese       | B               | 37         | 0          |
| 1987-1988       | Cremonese       | B               | 37         | 0          |
| 1988-1989       | Cremonese       | B               | 31         | 0          |
| 1989-1990       | Cremonese       | A               | 26         | 0          |
| 1990-1991       | Cremonese       | B               | 20         | 0          |
| 1991-1992       | Cremonese       | A               | 9          | 0          |
| 1992-1993       | Cremonese       | B               | 4          | 0          |
| 1993-1994       | Cremonese       | A               | 4          | 0          |
| Totale carriera | Totale carriera | Totale carriera | 362        | 2          |

### Statistiche da allenatore
Statistiche aggiornate al 9 novembre 2014.
| Stagione         | Squadra          | Campionato       | Campionato | Campionato | Campionato | Campionato | Coppe nazionali | Coppe nazionali | Coppe nazionali | Coppe nazionali | Coppe nazionali | Coppe continentali | Coppe continentali | Coppe continentali | Coppe continentali | Coppe continentali | Altre coppe | Altre coppe | Altre coppe | Altre coppe | Altre coppe | Totale | Totale | Totale | Totale | % Vittorie |
| Stagione         | Squadra          | Comp             | G          | V          | N          | P          | Comp            | G               | V               | N               | P               | Comp               | G                  | V                  | N                  | P                  | Comp        | G           | V           | N           | P           | G      | V      | N      | P      | %          |
| ---------------- | ---------------- | ---------------- | ---------- | ---------- | ---------- | ---------- | --------------- | --------------- | --------------- | --------------- | --------------- | ------------------ | ------------------ | ------------------ | ------------------ | ------------------ | ----------- | ----------- | ----------- | ----------- | ----------- | ------ | ------ | ------ | ------ | ---------- |
| 2001-2002        | Cremonese        | C2               | 34         | 8          | 17         | 9          | CI-C            | 4               | 2               | 1               | 1               | -                  | -                  | -                  | -                  | -                  | -           | -           | -           | -           | -           | 38     | 10     | 18     | 10     | 26,32      |
| mar.-giu. 2007   | Montichiari      | C1               | 7+2        | 2          | 2+2        | 3          | -               | -               | -               | -               | -               | -                  | -                  | -                  | -                  | -                  | -           | -           | -           | -           | -           | 9      | 2      | 4      | 3      | 22,22      |
| apr.-giu. 2011   | Cremonese        | 1D               | 5          | 2          | 1          | 2          | CI+CI-LP        | 0+1             | 0+0             | 0+0             | 0+1             | -                  | -                  | -                  | -                  | -                  | -           | -           | -           | -           | -           | 6      | 2      | 1      | 3      | 33,33      |
| lug.-nov. 2014   | Cremonese        | LP               | 12         | 3          | 4          | 5          | CI+CI-LP        | 3+1             | 2+0             | 0+0             | 1+1             | -                  | -                  | -                  | -                  | -                  | -           | -           | -           | -           | -           | 16     | 5      | 4      | 7      | 31,25      |
| Totale Cremonese | Totale Cremonese | Totale Cremonese | 51         | 13         | 22         | 16         |                 | 9               | 4               | 1               | 4               |                    | -                  | -                  | -                  | -                  |             | -           | -           | -           | -           | 60     | 17     | 23     | 20     | 28,33      |
| Totale carriera  | Totale carriera  | Totale carriera  | 58+2       | 15         | 24+2       | 19         |                 | 9               | 4               | 1               | 4               |                    | -                  | -                  | -                  | -                  |             | -           | -           | -           | -           | 69     | 19     | 27     | 23     | 27,54      |

## Palmarès

### Giocatore

#### Competizioni internazionali
- Coppa Anglo-Italiana: 1

Cremonese: 1992-1993